# Azay-sur-Indre
 Azay-sur-Indre  es una población y comuna francesa, situada en la región de  Centro, departamento de Indre y Loira, en el distrito de Loches y cantón de Loches.

## Demografía
| 359 | 459 | 414 | 409 | 461 | 452 | 455 | 464 | 461 | 487 | 492 | 477 | 503 | 421 | 413 | 409 | 384 | 398 | 381 | 366 | 322 | 323 | 320 | 321 | 337 | 391 | 341 | 307 | 272 | 289 | 309 | 355 | 371 |
| Para los censos de 1962 a 1999 la población legal corresponde a la población sin duplicidades (Fuente: INSEE [Consultar]) |     |     |     |     |     |     |     |     |     |     |     |     |     |     |     |     |     |     |     |     |     |     |     |     |     |     |     |     |     |     |     |     |